# Seznam dílů seriálu Velká šestka: Baymax se vrací
Toto je seznam dílů seriálu Velká šestka: Baymax se vrací. Americký animovaný televizní seriál Velká šestka: Baymax se vrací měl premiéru 20. listopadu 2017 na stanicích Disney XD a Disney Channel.

## Přehled řad
| Řada | Díly | Premiéra v USA     | Premiéra v USA | Premiéra v ČR     | Premiéra v ČR  |
| Řada | Díly | První díl          | Poslední díl   | První díl         | Poslední díl   |
| ---- | ---- | ------------------ | -------------- | ----------------- | -------------- |
| 1    | 24   | 20. listopadu 2017 | 13. října 2018 | 15. října 2018    | 4. března 2019 |
| 2    | 25   | 6. května 2019     | 8. února 2020  | 19. července 2021 | 20. srpna 2021 |
| 3    | 10   | 21. září 2020      | 15. února 2021 | 2. října 2021     | 31. října 2021 |

## Seznam dílů

### První řada:Baymax se vrací(2017–2018)
| Č. v seriálu | Č. v řadě | Původní název                  | Český název                 | Režie                                    | Scénář | Premiéra v USA     | Premiéra v ČR                                             |
| ------------ | --------- | ------------------------------ | --------------------------- | ---------------------------------------- | --- | ------------------ | --------------------------------------------------------- |
| 1-2          | 12        | Baymax Returns                 | Baymax se vrací             | Stephen Heneveld a Ben Juwono            | scénář: Sharon Flynn a Paiman Kalayeh storyboard: Trey Buongiorno, Christopher Copeland, Monica Davila, Michael Fong, Stephanie Stine, David Vantuyle a Young ki Yoon                                                                    | 20. listopadu 2017 | 15. října 2018                                            |
| 3            | 3         | Issue 188                      | Kapitán Fešák číslo 188     | Ben Juwono                               | scénář: Bill Motz a Bob Roth storyboard: Trey Buongiorno, Ben Juwono, Max Lawson a Stephanie Stine | 9. června 2018     | 16. října 2018                                            |
| 4            | 4         | Big Roommates 2                | Velcí spolubydlící          | Kathleen Good                            | scénář: Jeff Poliquin storyboard: Aldina Dias, Kathleen Good, Jay Oliva, Kenji Ono a Alan Wan | 9. června 2018     | 17. října 2018                                            |
| 5            | 5         | Fred's Bro-Tillion             | Fredův super ples           | Stephen Heneveld                         | scénář: Sharon Flynn storyboard: Stephen Heneveld, David Vantuyle a Young Ki Voon | 10. června 2018    | 18. října 2018                                            |
| 6            | 6         | Food Fight                     | Extrémní vaření             | Kathleen Good                            | scénář: Noelle Stevenson storyboard: Aldina Dias, Teny Issakhanian, Max Lawson, James Shur a David Vantuyle | 10. června 2018    | 19. října 2018                                            |
| 7            | 7         | Muirahara Woods                | Lesy Muirahara              | Stephen Heneveld                         | scénář: Sharon Flynn storyboard: Monica Davila, David Vantuvle a Young Ki Yoon | 16. června 2018    | 22. října 2018                                            |
| 8            | 8         | Failure Mode                   | Selhání                     | Kenny Byerly                             | scénář: Kathleen Good storyboard: Travis Blaise, Max Lawson, Matthew O'Callaghan, Kenji Ono a James W. Suhr | 23. června 2018    | 23. října 2018                                            |
| 9            | 9         | Aunt Cass Goes Out             | Tetička Cass má rande       | Stephen Heneveld                         | scénář: Jeff Poliquin storyboard: Joe Ansolabehere, Trey Buongiorno, Monica Davila, David Vantuyle a Young Ki Koon | 30. června 2018    | 24. října 2018                                            |
| 10           | 10        | The Impatient Patient          | Netrpělivý pacient          | Kathleen Good                            | scénář: Bob Schooley a Mark McCorkle storyboard: Monica Davila, Aldina Dias, Karen Guo, Tenny Issakhanian a James W. Suhr | 7. července 2018   | 25. října 2018                                            |
| 11           | 11        | Mr. Sparkles Loses His Sparkle | Pan Jiskřička ztrácí jiskru | Kathleen Good                            | scénář: Paiman Kalayen storyboard: Aldina Dias, Max Lawson, Naomi Hicks, Kenji Ono, Teny Issakhanian a James W. Suhr | 14. července 2018  | 26. října 2018                                            |
| 12           | 12        | Killer App                     | Zabijácká aplikace          | Ben Juwono                               | scénář: Daniel Dominguez storyboard: Trey Buongiorno, Michael Fong a Maria Nguyen | 21. července 2018  | 29. října 2018                                            |
| 13           | 13        | Small Hiro One                 | Malý Hiro                   | Stephen Heneveld                         | scénář: Jenny Jaffe storyboard: David Vantuyle, Monica Davila a Young Ki Yoon | 28. července 2018  | 30. října 2018                                            |
| 14           | 14        | Kentucky Kaiju                 | Kentucky Kaiju              | Ben Juwono                               | scénář: Sharon Flynn storyboard: Karen Guo, Michael Fong a Trey Buongiorno | 4. srpna 2018      | 31. října 2018                                            |
| 15           | 15        | Rivalry Weak                   | Týden rivality              | Stephen Heneveld                         | scénář: Han-Yee Ling storyboard: Monica Davila, David VanTuyle a Young Ki Yoon | 11. srpna 2018     | 1. listopadu 2018                                         |
| 16           | 16        | Fan Friction                   | Kapitán Slaďouš             | Ben Juwono                               | scénář: Jenny Jaffe storyboard: Trey Buongiorno, Michael Fong a Karen Guo | 18. srpna 2018     | 2. listopadu 2018                                         |
| 17           | 17        | Mini-Max                       | Mini-Max                    | Kathleen Good a Kenji Ono                | scénář: Paiman Kalayeh storyboard: Teny Issakhanian, Ben Juwono, Max Lawson a James W. Suhr | 25. srpna 2018     | 5. listopadu 2018                                         |
| 18           | 18        | Big Hero 7                     | Velká sedmička              | Kenji Ono                                | scénář: Sharon Flynn storyboard: Ben Juwono, Sung Shing, Zane Yarbrough, Vince Aporo, Trey Buongiorno, Karen Guo a Miyuki Hoshikawa | 5. září 2018       | 27. února 2019                                            |
| 19           | 19        | Big Problem                    | Velký problém               | Stephen Heneveld                         | scénář: Jenny Jaffe storyboard: Trey Buongiorno, Johnny Castuciano, David VanTuyle a Young Ki Yoon | 15. září 2018      | 6. listopadu 2018                                         |
| 20           | 20        | Steamer's Revenge              | Párova pomsta               | Ben Juwono                               | scénář: Paiman Kalayeh storyboard: Trey Buongiorno, Karen Guo, Annie Jingyi Li a Stephanie Stine | 22. září 2018      | 7. listopadu 2018                                         |
| 21           | 21        | The Bot Fighter                | Robotí zápasník             | Kenji Ono                                | scénář: Han-Yee Ling storyboard: Drew Applegate, Sung Shing a Zane Yarbrough | 29. září 2018      | 8. listopadu 2018                                         |
| 22           | 22        | Obake Yashiki                  | Obake Yashiki               | Stephen Heneveld                         | scénář: Sharon Flynn storyboard: Trey Buongiorno, Monica Davila, David VanTuyle a Young Ki Yoon | 6. října 2018      | 9. listopadu 2018                                         |
| 23-24        | 2324      | Countdown to Catastrophe       | Katastrofa na obzoru        | Stephen Heneveld, Ben Juwono a Kenji Ono | scénář: Sharon Flynn, Paiman Kalayeh, Han-Yee Ling a Jeff Poliquin storyboard: Trey Buongiorno, Johnny Castuciano, Karen Guo, Chris Jimenez, Diana Kidlaied, Larry Leker, Mike Tisserand, David VanTuyle, Zane Yarbrough a Young Ki Yoon | 13. října 2018     | 28. února 2019 (první část)19. prosince 2019 (druhá část) |

### Druhá řada:Město Příšer(2019–2020)
| Č. v seriálu | Č. v řadě | Původní název             | Český název              | Režie                        | Scénář | Premiéra v USA                                     | Premiéra v ČR                                          |
| ------------ | --------- | ------------------------- | ------------------------ | ---------------------------- | --- | -------------------------------------------------- | ------------------------------------------------------ |
| 25           | 1         | Internabout               | Hirova praxe             | Stephen Heneveld             | scénář: Jenny Jaffe storyboard: Trey Buongiorno, Johnny Castuciano, David Vantuyle, Adam Van Wyk a Ae Ri Yoon                                          | 6. května 2019                                     | 19. července 2021                                      |
| 26           | 2         | Seventh Wheel             | Sedmé kolo u vozu        | Kenji Ono                    | scénář: Paiman Kalayeh storyboard: Steve Hirt, Kenji Ono a Mike Tisserand                                                                              | 7. května 2019                                     | 20. července 2021                                      |
| 27           | 3         | Prey Date                 | Přeměň pana Orsa Knoxe   | Ben Juwono                   | scénář: Han-Yee Ling storyboard: Trey Buongiorno, Karen Guo a Paulene Phouybanhdyt                                                                     | 8. května 2019                                     | 21. července 2021                                      |
| 28           | 4         | Something's Fishy         | Tanec s rivaly           | Stephen Heneveld             | scénář: Sharon Flynn storyboard: Johnny Castuciano, David VanTuyle a Ae Ri Yoon                                                                        | 9. května 2019                                     | 22. července 2021                                      |
| 29           | 5         | Nega-Globby               | Nega-Slizouš             | Ben Juwono                   | scénář: Sharon Flynn storyboard: Trey Buongiorno, Karen Guo a Paulene Phouybanhdyt                                                                     | 10. května 2019                                    | 23. července 2021                                      |
| 30           | 6         | The Fate of the Roommates | Problém se Spolubydlícím | Kenji Ono                    | scénář: Jeff Poliquin storyboard: Steve Hirt, Wynton Redmond a Sam Szymanski                                                                           | 13. května 2019                                    | 26. července 2021                                      |
| 31           | 7         | Muira-Horror!             | Hrůza v lese!            | Stephen Heneveld             | scénář: Jenny Jaffe storyboard: Johnny Castuciano, David VanTuyle a Ae Ri Yoon                                                                         | 14. května 2019                                    | 27. července 2021                                      |
| 32           | 8         | Something Fluffy          | Něco Chlupatého          | Kenji Ono                    | scénář: Han-Yee Ling storyboard: Steve Hirt, Ben Juwono, Wynton Redmond a Mike Tisserand                                                               | 15. května 2019                                    | 28. července 2021                                      |
| 33           | 9         | Supersonic Sue            | Supersonická Sue         | Ben Juwono                   | scénář: Paiman Kalayeh storyboard: Karen Guo, Paulene Phouybanhdyt a Trey Buongiorno                                                                   | 16. května 2019                                    | 29. července 2021                                      |
| 34           | 10        | Lie Detector              | Detektor Lži             | Stephen Heneveld             | scénář: Sharon Flynn storyboard: Trey Buongiorno, Johnny Castuciano, Ben Juwono, David VanTuyle a Ae Ri Yoon                                           | 17. května 2019                                    | 30. července 2021                                      |
| 35           | 11        | Write Turn Here           | Společná Fanfikce        | Ben Juwono                   | scénář: Han-Yee Ling storyboard: Trey Buongiorno, Karen Guo a Paulene Phouybanhdyt                                                                     | 3. září 2019                                       | 2. srpna 2021                                          |
| 37-38        | 1213      | City of Monsters          | Město Příšer             | Kenji Ono a Stephen Heneveld | scénář: Jenny Jaffe a Jeff Poliquin storyboard: Steve Hurt, Ben Juwono, Wynton Redmond, Mike Tisserand, Johnny Castuciano, David VanTuyle a Ae Ri Yoon | 4. září 2019 (první část)5. září 2019 (druhá část) | 3. srpna 2021 (první část)4. srpna 2021 (druhá část)   |
| 39           | 14        | Mini-Maximum Trouble      | Mini-Maximální potíže    | Kenji Ono                    | scénář: Sharon Flynn storyboard: Karen Guo, Steve Hirt, Wynton Redmond a Mike Tisserand                                                                | 6. září 2019                                       | 5. srpna 2021                                          |
| 40           | 15        | El Fuego                  | El Fuego                 | Stephen Heneveld             | scénář: Sharon Flynn storyboard: Karen Guo, Steve Hirt, Wynton Redmond a Mike Tisserand                                                                | 9. září 2019                                       | 6. srpna 2021                                          |
| 41           | 16        | The Globby Within         | Slizouš uvnitř           | Trey Buongiorno a Ben Juwono | scénář: Jenny Jaffe storyboard: Trey Buongiorno, Karen Guo a Paulene Phouybanhdyt                                                                      | 10. září 2019                                      | 9. srpna 2021                                          |
| 42           | 17        | Hardlight                 | Hardlight                | Kenji Ono                    | scénář: Han-Yee Ling storyboard: Trey Buongirono, Steve Hirt, Wynton Redmond a Mike Tisserand                                                          | 11. září 2019                                      | 10. srpna 2021                                         |
| 43           | 18        | The Present               | Vánoční Dárek            | Stephen Heneveld             | scénář: Sharon Flynn storyboard: Johnny Castuciano, Steve Hirt, David Vantuvle a Ae Ri Yoon                                                            | 7. prosince 2019                                   | 17. srpna 2021                                         |
| 44           | 19        | Hiro the Villain          | Padouch Hiro             | Trey Buongiorno              | scénář: Jeff Poliquin storyboard: Trey Buongiorno, Karen Guo a Paulene Phouybanhdyt                                                                    | 4. ledna 2020                                      | 11. srpna 2021                                         |
| 45           | 20        | Portal Enemy              | Portálový Nepřítel       | Stephen Heneveld             | scénář: Sharon Flynn storyboard: Johnny Castuciano, Steve Hirt, David Vantuyle a Ae Ri Yoon                                                            | 11. ledna 2020                                     | 12. srpna 2021                                         |
| 46           | 21        | Fred the Fugitive         | Fred na Útěku            | Kenji Ono                    | scénář: Paiman Kalayeh storyboard: Johnny Castuciano, Steve Hirt, David Vantuyle a Ae Ri Yoon                                                          | 18. ledna 2020                                     | 13. srpna 2021                                         |
| 47           | 22        | Major Blast               | Kapitán Rána             | Trey Buongiorno              | scénář: Jenny Jaffe storyboard: Abby Davies, Karen Guo a Paulene Phouybanhdyt                                                                          | 25. ledna 2020                                     | 16. srpna 2021                                         |
| 48           | 23        | Fear Not                  | Žádné Strachy            | Trey Buongiorno              | scénář: Paiman Kalayeh storyboard: Karen Guo, Steve Hirt a Paulene Phouybanhdyt                                                                        | 1. února 2020                                      | 18. srpna 2021                                         |
| 48-49        | 2425      | Legacies                  | Náš Odkaz                | Stephen Heneveld a Kenji Ono | scénář: Han-Yee Ling, Jenny Jaffe a Jeff Poliquin storyboard: Johnny Castuciano, Karen Guo, Steve Hirt, Rie Koga, David Vantuyle a Ae Ri Yoon          | 8. února 2020                                      | 19. srpna 2021 (první část)20. srpna 2021 (druhá část) |

### Třetí řada (2020–2021)
| Č. v seriálu | Č. v řadě | Původní název                          | Český název                              | Režie                                               | Scénář | Premiéra v USA    | Premiéra v ČR  |
| ------------ | --------- | -------------------------------------- | ---------------------------------------- | --------------------------------------------------- | --- | ----------------- | -------------- |
| 50           | 1         | The Hyper-Potamus Pizza-Party-Torium   | Hyper-Hroší Pizza-Party-Torium           | Trey Buongiorno a Stephen Heneveld                  | scénář: Jeff Poliquin, Mark McCorkle a Bob Schooley storyboard: Johnny Castuciano, Karen Guo, Lior Lev, Sean Petrilak a Paulene Phouybanhdyt  | 21. září 2020     | 2. října 2021  |
| 51           | 2         | Mayor for a DayThe Dog Craze of Summer | Na den StarostouLéto pod psa             | Kenji OnoTrey Buongiorno                            | scénář: Paiman Kalayeh storyboard: Johnny Castuciano a Paulene Phouybanhdyt scénář: Han-Yee Ling storyboard: Jenessa Warren a Steve Hirt      | 28. září 2020     | 3. října 2021  |
| 52           | 3         | Trading ChipsMini Noodle Burger Max    | Výměna čipůMini Noodle Burger Max        | Stephen HeneveldKenji Ono                           | scénář: Paiman Kalayeh storyboard: Karen Guo a Antony Mazzotta scénář: Ricky Roxburgh storyboard: Lior Lev a Ae Ri Yoon                       | 5. října 2020     | 9. října 2021  |
| 53           | 4         | A Friendly FaceBig Chibi 6             | Přátelská dopravaVelká mini 6            | Trey BuongiornoKenji Ono                            | scénář: Paiman Kalayeh storyboard: Karen Guo a Antony Mazzotta scénář: Jeff Poliquin storyboard: Steve Hirt a Jenessa Warren                  | 12. října 2020    | 10. října 2021 |
| 54           | 5         | Cobra and MongooseBetter Off Fred      | Kobra a MongustaDej jsi zpátečku Frede   | Stephen HeneveldKenji Ono                           | scénář: Jeff Poliquin storyboard: Lior Lev a Ae Ri Yoon scénář: Ricky Roxburgh storyboard: Sean Petrilak a Mike Tisserand                     | 26. října 2020    | 16. října 2021 |
| 55           | 6         | Big Hero BattleGo Go the Woweroo       | Velký soubojVědecká hodinka              | Trey BuongiornoStephen Heneveld                     | scénář: Han-Yee Ling storyboard: Johnny Castuciano a Paulene Phouybanhdyt scénář: Paiman Kalayeh storyboard: Steve Hirt a Jenessa Warren      | 2. listopadu 2020 | 17. října 2021 |
| 56           | 7         | The New Nega-GlobbyDe-Based            | Nový Nega-SlizoušPejskař-Královna        | Kenji OnoTrey Buongiorno                            | scénář: Jeff Poliquin storyboard: Karen Guo a Antony Mazzotta scénář: Han-Yee Ling storyboard: Lior Lev a Ae Ri Yoon                          | 9. listopadu 2020 | 23. října 2021 |
| 57           | 8         | The MiSFITReturn to Sycorax            | Záškodík na UniverzitěNávrat do Sykoraxu | Johnny Castuciano a Stephen HeneveldKenji Ono       | scénář: Ricky Roxburgh storyboard: Sean Petrilak a Mike Tisserand scénář: Paiman Kalayeh storyboard: Johnny Castuciano a Paulene Phouybanhdyt | 1. února 2021     | 24. října 2021 |
| 58           | 9         | A Fresh SparklesNoodle Burger Ploy     | Nový JiskřičkaFred na druhou             | Trey BuongiornoJohnny Castuciano a Stephen Heneveld | scénář: Ricky Roxburgh storyboard: Steve Hirt a Jenessa Warren scénář: Han-Yee Ling storyboard: Karen Guo a Anthony Mazzotta                  | 8. února 2021     | 30. října 2021 |
| 59           | 10        | Krei-oke NightThe Mascot Upshot        | Krei-okeFinále s Maskoty                 | Trey BuongiornoKenji Ono                            | scénář: Bob Schooley a Mark McCorkle storyboard: Sean Petrilak a Mike Tisserand scénář: Jeff Poliquin storyboard: Lior Lev a Ae Ri Yoon       | 15. února 2021    | 31. října 2021 |

## Kraťasy

### Baymax and(2018)
| Č. | Původní název          | Český název                | Premiéra v USA (YouTube) | Premiéra v ČR (YouTube) |
| -- | ---------------------- | -------------------------- | ------------------------ | ----------------------- |
| 1  | Baymax and Fred        |                            | 31. května 2018          | nebylo vysíláno         |
| 2  | Baymax and GoGo        |                            | 1. června 2018           | nebylo vysíláno         |
| 3  | Baymax and Wasabi      | Baymax a Wasabi            | 6. června 2018           | 14. prosince 2020       |
| 4  | Baymax and Mochi       | Baymax opatrovatel kočiček | 14. června 2018          | 31. prosince 2018       |
| 5  | Baymax and Hiro        |                            | 18. června 2018          | nebylo vysíláno         |
| 6  | Baymax and Honey Lemon |                            | 20. června 2018          | nebylo vysíláno         |

### Baymax Dreams(2018)
| Č. | Původní název                      | Premiéra v USA (YouTube) |
| -- | ---------------------------------- | ------------------------ |
| 1  | Baymax Dreams of Evil Sheep        | 15. září 2018            |
| 2  | Baymax Dreams of Bed Bugs          | 15. září 2018            |
| 3  | Baymax Dreams of Too Many Baymaxes | 15. září 2018            |

### Big Chibi 6 The Shorts(2018–2019)
| Č.  | Původní název         | Premiéra v USA (YouTube) |
| --- | --------------------- | ------------------------ |
| 1   | Making Popcorn        | 6. listopadu 2018        |
| 2   | Mochi No!             | 13. listopadu 2018       |
| 3-4 | Save MochiNoodle Song | 20. listopadu 2018       |
| 5   | Snoring               | 27. listopadu 2018       |
| 6   | Gumball Trouble       | 5. února 2019            |
| 7   | Love Letters          | 12. února 2019           |
| 8   | Super Charged         | 19. února 2019           |
| 9   | Low Battery           | 2. dubna 2019            |
| 10  | Road Trip             | 9. dubna 2019            |
| 11  | Super Driver          | 16. dubna 2019           |
| 12  | Brunch Rush           | 23. dubna 2019           |

### Baymax & Mochi(2019)
Během vysílání druhé řady byly vydány tři díly animované série Baymax & Mochi.
| Č. | Původní název           | Premiéra v USA (YouTube) |
| -- | ----------------------- | ------------------------ |
| 1  | Flowers and Butterflies | 6. května 2019           |
| 2  | Mochi and his Toy       | 14. května 2019          |
| 3  | Messy Room              | 21. května 2019          |

### Disney Random Rings(2020)
| Č. | Původní název          | Premiéra v USA  |
| -- | ---------------------- | --------------- |
| 17 | Baymax Helps Launchpad | 29. března 2020 |